# Medalha "Pela Defesa de Moscou"

A Medalha "Pela Defesa de Moscou" (em russo:  Медаль «За оборону Москвы») foi uma medalha de campanha da União Soviética da Grande Guerra Patriótica concedida a militares e membros da população civil que participaram da Batalha de Moscou.

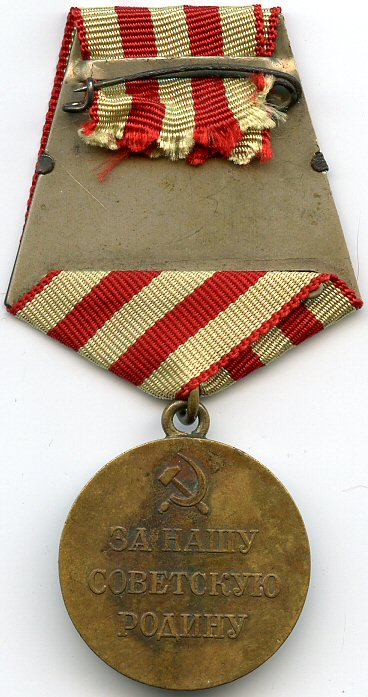
Reverso da Medalha "Pela Defesa de Moscou"

## História
A Medalha "Pela Defesa de Moscou" foi instituída em 1º de maio de 1944 por decreto do Presidium do Soviete Supremo da URSS. Seu estatuto foi posteriormente alterado pela Resolução do Presidium do Soviete Supremo em 8 de março de 1945. O estatuto da medalha foi finalmente alterado uma última vez em 18 de julho de 1980 por decreto do Presidium do Soviete Supremo da URSS № 2523-X.

## Estatuto
A Medalha "Pela Defesa de Moscou" foi concedida a todos os participantes da defesa de Moscou - soldados do Exército Vermelho, tropas do NKVD, bem como membros da população civil que participaram da defesa de Moscou durante a batalha de Moscou.

A Resolução do Presidium do Soviete Supremo de 8 de março de 1945 concedeu a petição das organizações regionais de Iaroslavl para conceder a medalha "Pela Defesa de Moscou" aos participantes mais ilustres na construção de estruturas defensivas na área de Moscou pelos civis população da região de Iaroslavl.

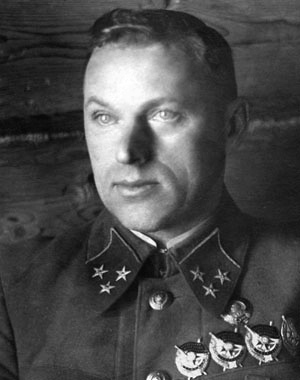
Marechal Rokossovsky, um destinatário da Medalha "Pela Defesa de Moscou"

A concessão da medalha foi feita em nome do Presidium do Soviete Supremo da URSS com base em documentos que atestam a participação real na defesa de Moscou emitidos pelo comandante da unidade, pelo chefe do estabelecimento médico militar ou por um representante provincial relevante ou autoridade municipal. Militares em serviço receberam a medalha de seu comandante de unidade, aposentados do serviço militar receberam a medalha de um comissário militar regional, municipal ou distrital na comunidade do destinatário, membros da população civil, participantes da defesa de Moscou receberam sua medalha de autoridades regionais ou Câmaras Municipais de Deputados Populares. Para os defensores que morreram em batalha ou antes do estabelecimento da medalha, ela foi concedida postumamente à família.
A Medalha "Pela Defesa de Moscou" foi usada no lado esquerdo do peito e, na presença de outros prêmios da URSS, foi localizada imediatamente após a Medalha "Pela Defesa de Leningrado". Se usado na presença ou Ordens ou medalhas da Federação Russa, estas últimas têm precedência.

## Destinatários (lista parcial)
Os indivíduos abaixo foram todos os destinatários da Medalha "Pela Defesa de Moscou".
- Almirante da Frota Ivan Stepanovich Isakov
- Marechal de Aviação Sergei Alexandrovich Khudyakov
- Coronel General Leonid Mikhaylovich Sandalov
- Cirurgião-Geral do Exército Vermelho Nikolay Nilovich Burdenko
- Artista do Povo da URSS Nikolay Aleksandrovich Annenkov
- Veterano da Segunda Guerra Mundial ator e diretor Yuri Petrovich Lyubimov
- Marechal da União Soviética Sergey Fyodorovich Akhromeyev
- Marechal da União Soviética Vasily Danilovich Sokolovsky
- Marechal da União Soviética Konstantin Rokossovsky
- Marechal da União Soviética Leonid Aleksandrovich Govorov
- Marechal da União Soviética Ivan Stepanovich Konev
- Marechal da União Soviética Ivan Ignatyevich Yakubovsky
- Major General Vladimir Sergeyevich Ilyushin
- Marechal da União Soviética Aleksandr Mikhaylovich Vasilevsky
- Marechal da União Soviética Boris Mikhailovitch Shaposhnikov
- Compositor e pianista Tikhon Nikolayevich Khrennikov
- Marechal da União Soviética Dmitriy Feodorovich Ustinov
- Marechal da União Soviética Semyon Konstantinovich Timoshenko
- Marechal da União Soviética Georgy Konstantinovich Zhukov
- Almirante da Frota Nikolay Gerasimovich Kuznetsov
- Marechal da União Soviética Kliment Yefremovich Voroshilov
- General do Exército Yakov Grigorevich Kreizer
- General do Exército Stanislav Gilyarovich Poplavsky
- Herói do Trabalho Socialista Nikolay Vasilyevich Belov
- O designer de foguetes Boris Evseyevich Chertok
- Escultor Lev Efimovich Kerbel
- Artista do Povo da URSS Olga Vasiliyevna Lepeshinskaya
- General do Exército Sergei Matveevich Shtemenko
- Marechal de Artilharia Vasily Ivanovich Kazakov
- General do Exército Mikhail Sergeevich Malinin
- Político Vladimir Ivanovich Dolgikh
- Escritor Aleksey Silych Novikov-Priboi
- Coronel Baurzhan Momyshuly
- Correspondente de guerra Pyotr Andreyevich Pavlenko
- Cientista da aviação Max Arkadyevich Taitz